# Lungoirno
La Lungoirno è un viale (o boulevard) realizzato lungo il fiume Irno all'interno della città di Salerno, costruito demolendo gli edifici preesistenti sulla riva del fiume stesso.

## Storia
I lavori per la realizzazione dell'opera iniziarono nel 1999 su progetto dello studio MBM Arquitectes (Josep Martorell, Oriol Bohigas, David Mackay). 
Lunga 3.5 chilometri, la Lungoirno segue il corso dell'omonimo fiume e costituisce il nuovo asse viario nord-sud della città. Oltre ad essere un'importante arteria stradale essa ha compreso la realizzazione di opere di sistemazione e messa in sicurezza idraulica, di incremento della dotazione di parcheggi, la realizzazione di parchi e verde pubblico. Nell'ambito dei lavori sono stati creati due parchi urbani (il Parco Pinocchio e il Parco urbano dell'Irno) e sono stati piantumati circa 500 esemplari di platano. 

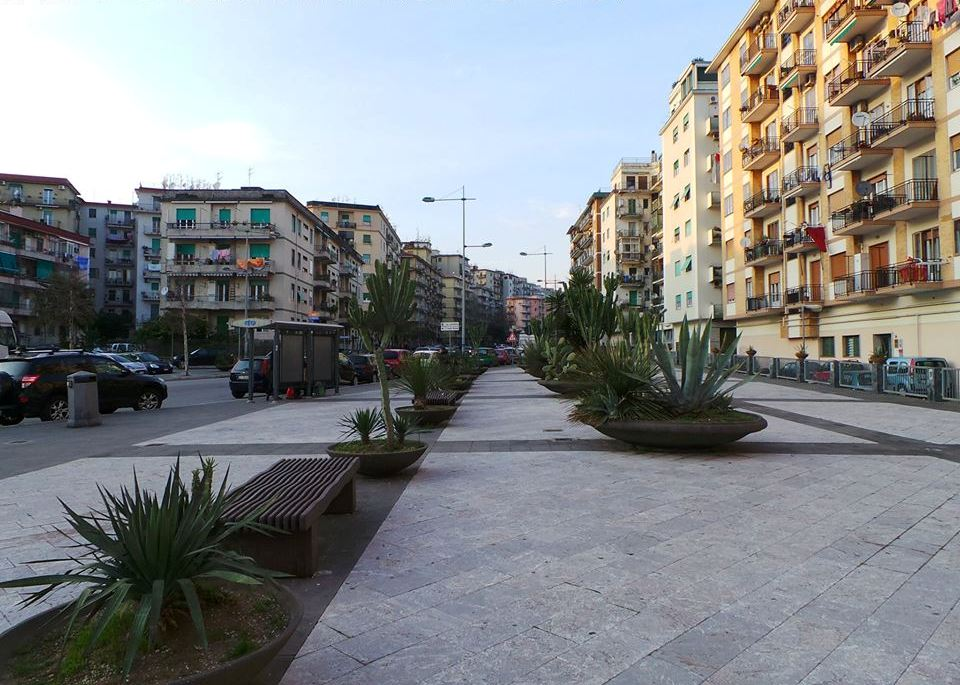
La Lungoirno nei pressi della piastra di copertura

Nel corso della sua realizzazione, la Lungoirno ha inoltre riscattato aree marginali e opifici abbandonati che sono stati convertiti a funzioni sociali e culturali, come nel caso del vecchio mulino convertito nel teatro Antonio Ghirelli. 
I tratti realizzati sono: 6 ponti di attraversamento del fiume Irno (di cui uno pedonale), una piastra di copertura dello stesso, 5 rotatorie, un viadotto di collegamento con un altro asse viario e uno sottopasso pedonale e carrabile che collega l'area di via Vinciprova con via Torrione. L'opera è stata inaugurata, dopo 15 anni di lavori, il 28 maggio 2015.
Lungo l'asse inoltre vi sono diverse strutture di architetti di fama internazionale tra cui la Cittadella Giudiziaria di David Chipperfield e l'Eden Park di Massimiliano Fuksas, oltre il centro commerciale "Le Cotoniere" dello studio Elt.